# Молелеки, Монян
Монян Молелеки (сесото Monyane Moleleki, род. 5 января 1951 года в Мохлака-тука) — политический деятель, заместитель премьер-министра Лесото (с 2017 года), а также министра по делам парламента. Будучи ведущей фигурой в левоцентристской партии Конгресс за демократию Лесото, Молелеки был министром природных ресурсов с 1993 по 1994 год, министром информации с 1996 по 1998 год, снова министром природных ресурсов с 1998 по 2004 год, министром иностранных дел с 2004 по 2007 год и в третий раз министром природных ресурсов с 2007 по 2012 год. После ухода из Конгресса за демократию Молелеки был заместителем лидера другой партии, Демократического конгресса, и с 2015 по 2016 год был министром полиции. Он покинул Демократический конгресс и в 2017 году основал новую партию — Союз демократов.

## Биография
Молелеки родился 5 января 1951 года в Мохлака-тука, район Масеру. Молелеки учился в начальной школе Назарета с 1957 по 1965 год и в средней христианской школе короля с 1966 по 1970 год. Он учился в Фонде Томпсона (Великобритания), где получил диплом по журналистике, также с июля по октябрь 1994 года он посещал курсы в Дар-эс-Саламе, Танзания, и получил диплом Ассоциации вещания Содружества.
В 1982 году Молелеки окончил магистратуру факультета журналистики Московского государственного университета. В том же году он также получил сертификат в области образовательного телевизионного вещания в Витватерсрандском университете.
В 1993 году Молелеки был назначен министром национальных ресурсов. 14 апреля 1994 года он был похищен военными вместе с тремя другими министрами; в этом инциденте один из заложников был убит — заместитель премьер-министра Нтсу Мохеле Селомеци Бахоло. В мае 1994 года полиция объявила забастовку, Молелеки подал в отставку и перебрался в Ботсвану, заявив, что опасается за свою жизнь. В марте 1995 года он вернулся в Лесото и 29 числа был задержан сотрудниками Службы национальной безопасности. В марте 1996 года на партийном съезде он был избран заместителем генерального секретаря правящей партии Конгресс Басутоленда. В декабре 1996 года он стал министром информации и радиовещания после смерти предыдущего министра Пакане Хала в ноябре, а в июне 1998 года он снова был назначен министром природных ресурсов.
После нескольких лет работы на посту министра природных ресурсов в ноябре 2004 года Молелеки стал министром иностранных дел и занимал эту должность до марта 2007 года, когда снова стал министром природных ресурсов.
Ночью 29 января 2006 года было совершено нападение на его дом, Молелеки получил пулевое ранение в руку. Однако есть свидетельства, что ранение было ножевым. Он сказал, что нападение было политически мотивированным.
Молелеки рассматривался некоторыми как возможный кандидат, который в конечном итоге заменит на посту премьер-министра Пакалиту Мосисили. Когда Мосилили снова занял пост в 2015 году, на этот раз в качестве лидера Демократического конгресса, он назначил Молелеки, заместителя лидера партии, министром полиции.
Из-за сообщений о том, что Молелеки обсуждал с лидером оппозиции Томом Табане создание союза, в ноябре 2016 года Мосисили снял Молелеки с поста министра полиции и вместо этого назначил его на должность в канцелярии премьер-министра. Позже в том же месяце Молелеки и Табане объявили о соглашении касательно отстранения Мосисили и назначения Молелеки на пост премьер-министра. В декабре 2016 года Молелеки исключили из Демократического конгресса, и в январе 2017 года он основал новую партию — Союз демократов. 1 марта 2017 года новая партия и её союзники выразили Мосисили вотум недоверия и предложили Молелеки в качестве нового премьер-министра. Однако Мосисили отказался уходить в отставку и вместо этого потребовал досрочных выборов, несмотря на попытку оппозиции препятствовать этому.
На парламентских выборах в июне 2017 года партии, выступавшие против Мосисили, включая Союз демократов, получили большинство мест, а Тома Табане стал премьер-министром. Кабинет Табане был приведён к присяге 23 июня 2017 года, в том числе Молелеки в качестве заместителя премьер-министра и министра по делам парламента.
Молелеки получил прозвище Махалетере за похожую на уздечку бородку и усы.
Молелеки женат, есть трое детей (сын и две дочери), а также одна внучка.
Молелеки увлекается классической музыкой, спортом и чтением.